# James Owen Shanahan
James Owen Shanahan (thailändisch เจมส์ โอเว่น ชานาฮาน; * 17. Januar 2004) ist ein thailändisch-australischer Fußballspieler.

## Karriere
James Shanahan erlernte das Fußballspielen in der Jugendmannschaft der Newcastle United Jets im australischen Newcastle im Bundesstaat New South Wales. Im Januar 2023 ging er nach Thailand, wo er einen Vertrag beim Zweitligisten Customs United FC unterschrieb. Sein Zweitligadebüt für den Verein aus Samut Prakan gab James Shanahan am 18. Februar 2023 (24. Spieltag) im Auswärtsspiel gegen den Uthai Thani FC. Bei dem 0:0-Unentschieden wurde er in der 6. Minute für den verletzten Teerat Nakchamnan eingewechselt. Mit dem Verein wurde man am Ende der Saison 2022/23 Tabellendritter und qualifizierte sich somit für die Aufstiegsspiele zur ersten Liga. Hier musste man sich jedoch im Finale gegen den Uthai Thani FC geschlagen geben. Zu Beginn der Saison 2023/24 unterschrieb er Anfang August 2023 einen Vertrag beim ebenfalls in der zweiten Liga spielenden Ayutthaya United FC. Nach der Hinrunde kehrte er im Januar 2024 zum Customs United FC zurück. Am Ende der Saison 2023/24 belegte er mit dem Klub den vorletzten Tabellenplatz und musste somit in die dritte Liga absteigen. Nach dem Abstieg wechselte er nach Phrae zum Zweitligisten Phrae United FC. Für den Verein kam er in der zweiten Liga nicht zum Einsatz. Im Dezember 2024 nahm ihn der Erstligist Port FC unter Vertrag.